# Eleutherococcus stenophyllus
Eleutherococcus stenophyllus är en araliaväxtart som först beskrevs av Hermann Harms, och fick sitt nu gällande namn av Takenoshin Nakai. Eleutherococcus stenophyllus ingår i släktet Eleutherococcus och familjen Araliaceae. Inga underarter finns listade.